# Eriococcus brasiliensis
Eriococcus brasiliensis är en insektsart som beskrevs av Cockerell 1900. Eriococcus brasiliensis ingår i släktet Eriococcus och familjen filtsköldlöss. Inga underarter finns listade i Catalogue of Life.